# Linxiang
Pour les articles homonymes, voir Linxiang (homonymie).
Linxiang (临湘 ; pinyin : Línxiāng) est une ville de la province du Hunan en Chine. C'est une ville-district placée sous la juridiction de la ville-préfecture de Yueyang.

## Démographie
La population du district était de 472 746 habitants en 1999.